# Amphiprioninae
La sottofamiglia Amphiprioninae (Pomacentridae) comprende un gruppo di pesci teleostei  comunemente chiamati pesci pagliaccio o pesci anemone, e in passato amfiprioni. Uno di questi pesci, Amphiprion ocellaris, è probabilmente uno dei pesci più conosciuti al mondo, grazie al film d'animazione Alla ricerca di Nemo che lo ritrae come protagonista. Sono detti pesci pagliaccio per via delle loro livree estremamente colorate, tendenti al rosso-arancio e striate di bianco o azzurro, che ricordano i trucchi da pagliaccio.
L'appellativo di pagliacci è però anche usato per ricordare il goffo e buffo modo di nuotare (possiedono infatti grandi pinne arrotondate e adatte solo a piccoli spostamenti). Vengono altrimenti detti, anche se meno comunemente, pesci anemone per via del loro famoso rapporto di simbiosi mutualistica con una decina di specie di anemoni di mare. Sono diffusi in quasi tutte le calde barriere coralline tropicali, una grande eccezione è l'assenza di specie nelle coste caraibiche. Sono principalmente diffusi nell'Indo-Pacifco e una specie nel Mar Rosso (Amphiprion bicinctus).

## Descrizione
I pesci pagliaccio sono lunghi dai 7 ai 15 centimetri e la lunghezza del corpo è fino a 2,5 volte maggiore rispetto all'altezza. A seconda della specie, il pesce pagliaccio può avere una colorazione nera, arancione, nero e blu, sempre con motivi a macchie e strisce fluorescenti.
L'Amphiprion ocellaris è tipicamente arancione brillante e ha tre strisce bianche trasversali. L'Amphiprion percula invece ha strisce più scure e sottili che delimitano le bianche trasversali. Entrambi i tipi presentano un bordo nero intorno alle pinne. Dell'Amphiprion ocellaris esiste un'ulteriore variante di colore, con il muso completamente nero fino alle strisce trasversali.

## Alimentazione
I Pesci pagliaccio sono onnivori e in mare si nutrono di piccoli gamberetti, plancton, alghe e copepodi.

## Biologia
I pesci pagliaccio sono solitamente territoriali, tuttavia molte specie vivono in piccoli gruppi su uno o più anemoni contigui, viste anche le piccole dimensioni di questi pesci.
L'organizzazione sociale prevede una gerarchia di dominanza lineare. Solitamente il gruppo vede a capo una femmina dominante, la matriarca. Il suo compagno maschio è l'unico sessualmente maturo, mentre gli altri componenti sono individui non ancora maturi, che vivono nelle vicinanze dell'anemone. Alla morte della femmina il maschio dominante cambia sesso e matura, assumendone il posto, mentre tutto il resto dei maschi immaturi slitta avanti di un posto nella gerarchia.

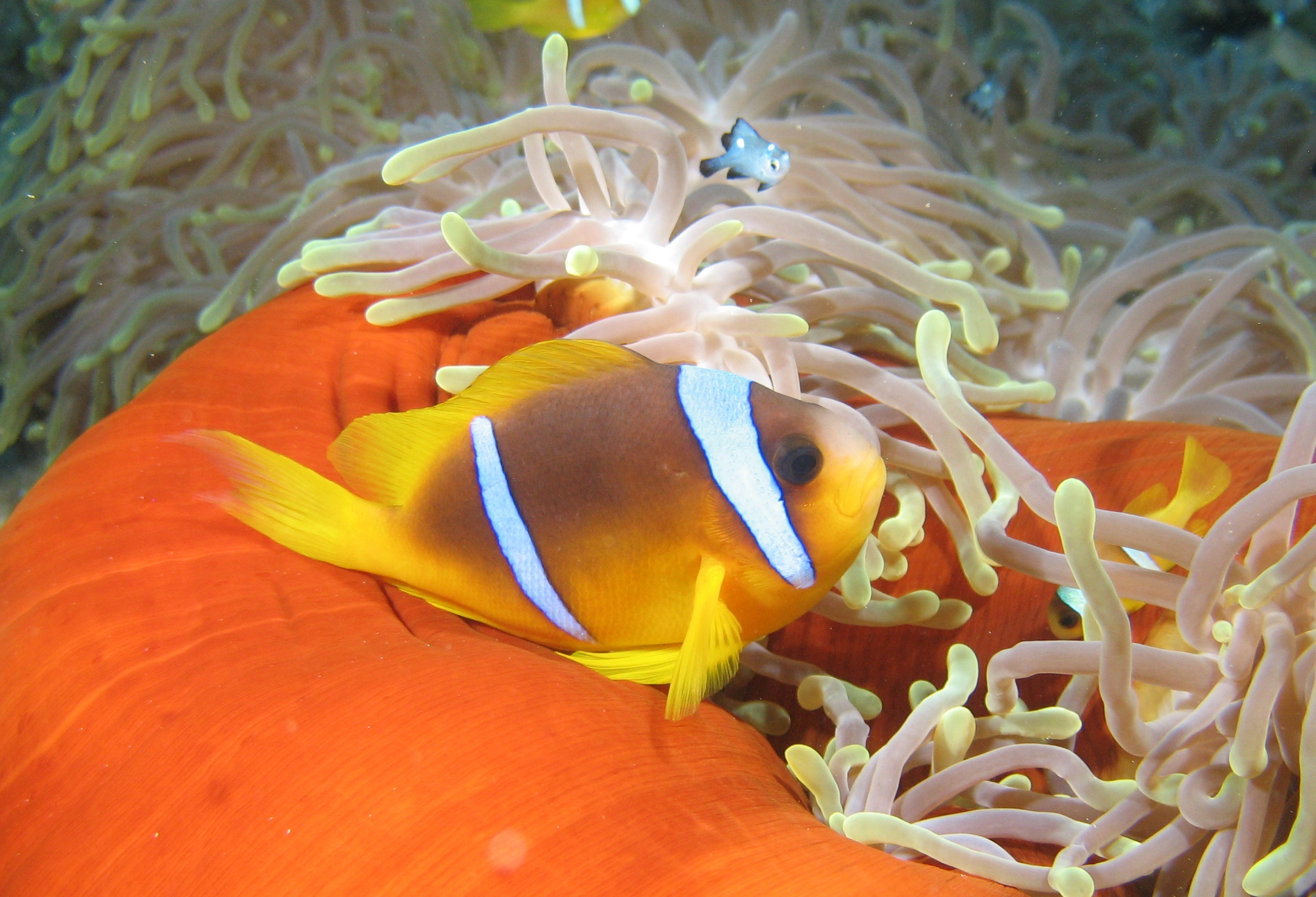
Un pesce pagliaccio del Mar Rosso (Amphiprion bicinctus) nuota indenne tra i tentacoli dell'anemone magnifica (Heteractis magnifica)

### Mutualismo
La particolarità per cui sono conosciuti questi pesci (nella foto Amphiprion frenatus) è la loro comune associazione mutualistica con alcune specie di anemoni (Heteractis, Stoichactis) e di attinie (Actiniaria). Questi pesci si rifugiano tra i tentacoli dell'anemone, immuni alle punture urticanti delle sue nematocisti, e oltre a proteggersi dai predatori si nutrono degli avanzi e tengono pulito l'anemone dai parassiti.
L'esatto meccanismo che consenta al pesce l'immunità alle punture è tuttora oggetto di dibattito. Una prima teoria ipotizza che il muco che ricopre il pesce pagliaccio sia basato su glucidi, piuttosto che su proteine, e ciò impedisca alle cellule urticanti dell'anemone di riconoscerlo come cibo. Secondo un'altra teoria, il muco del pesce imita la superficie esterna dell'anemone; questa possibilità è sostenuta dal fatto che un pesce pagliaccio impiega alcuni giorni per adattarsi ad una nuova specie di anemone con la quale viene posto a contatto.

### Riproduzione
Sono ermafroditi proterandrici: nei giovani si sviluppano prima le gonadi maschili mentre successivamente queste si atrofizzano e si sviluppano quelle femminili. Nell'anemone, essi possono formare una piccola comunità composta anche da esemplari giovani.
L'esemplare femminile è quello che mantiene inalterata la formazione degli ormoni sessuali degli altri pesci: quando la sua presenza viene meno, il componente maschile più grande ne prende le veci.
Il rifugio (ubicato nelle adiacenze dell'anemone simbionte) in cui verranno collocate le uova, è pulito preventivamente dal maschio che rosicchia alacremente i ciuffii di alghe che infestano la base del giaciglio.
Quando la femmina raggiunge il maschio l'operazione riproduttiva ha inizio: appena depone le uova, essa comincia a raggrupparle una accanto all'altra premurandosi che esse aderiscano al substrato con l'aiuto di una fibra sottile adesiva; spetta al maschio, dunque, fertilizzarle e preservarle da eventuali pericoli perpetrati dall'anemone.
Per adempiere alle operazioni difensive, esso può (anche congiuntamente alla femmina) emettere dei suoni stridenti. Inoltre, i riproduttori sovrintendono a funzioni di "manutenzione" della progenie: con l'ausilio delle pinne pettorali smuovono le acque sovrastanti le uova e divorano quelle morte o ammuffite.
La schiusa avviene nell'arco di una settimana o poco più, nelle ore immediatamente successive al tramonto o in orari notturni.
Gli avannotti cominciano a nuotare in zone pelagiche anche se non impiegano molto tempo a diventare assidui frequentatori del fondale e a manifestare il legame simbiotico verso gli anemoni.
Sono specie molto prolifiche.

## Tassonomia
Tassonomicamente, si dividono in due generi: Amphiprion (29 specie) e Premnas (quest'ultimo comprende solo la specie Premnas biaculeatus). Il nome del genere  "Amphiprion" deriva dal greco "amphi" (su entrambi i lati) e "prion" (sega, poiché su entrambi i lati del capo il preopercolo ed il sottopercolo mostrano una dentellatura a mo' di sega). Questo genere comprende specie anche apparentemente diverse tra loro, come Amphiprion ocellaris e Amphiprion sandaracinos, dalle livree molto diverse. Premnas biaculeatus invece somiglia parecchio a specie come Amphiprion ocellaris ma appartiene ad un altro genere; come mai? Perché Premnas è l'unico pesce pagliaccio a non avere la dentellatura opercolare,  e possiede invece due barbigli sotto gli occhi che nessun altro pesce pagliaccio ha (da qui il nome scientifico di "biaculeatus"). La sottofamiglia comprende le seguenti specie:

### GenereAmphiprion

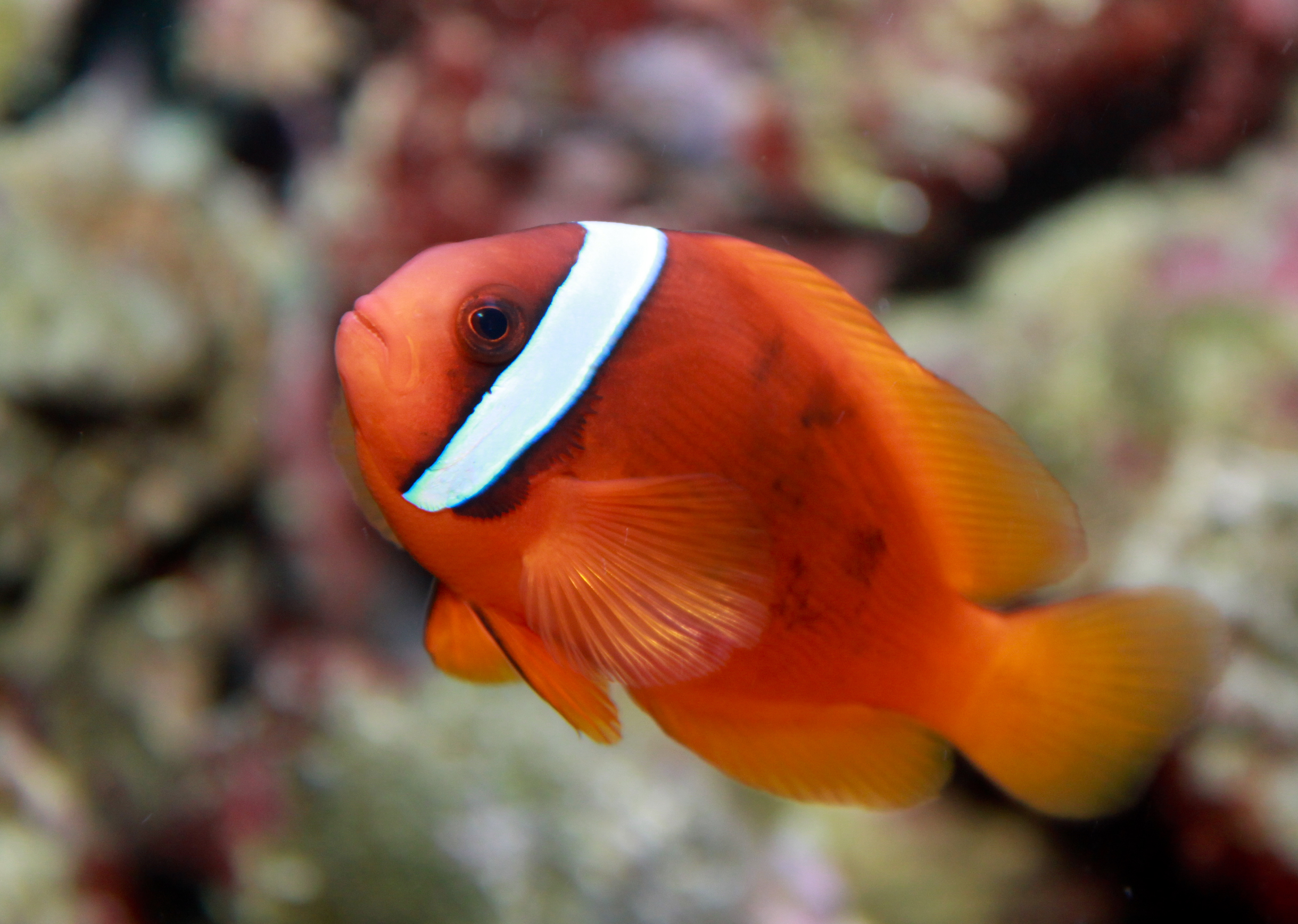
Amphiprion frenatus

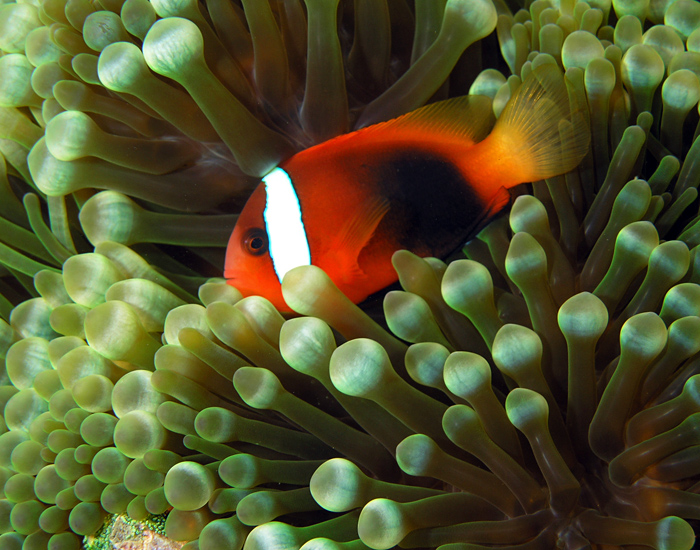
Amphiprion melanopus

- Amphiprion akallopisos
- Amphiprion akindynos
- Amphiprion allardi
- Amphiprion barberi
- Amphiprion bicinctus
- Amphiprion chagosensis
- Amphiprion chrysogaster
- Amphiprion chrysopterus
- Amphiprion clarkii
- Amphiprion ephippium
- Amphiprion frenatus
- Amphiprion fuscocaudatus
- Amphiprion latezonatus
- Amphiprion latifasciatus
- Amphiprion leucokranos
- Amphiprion mccullochi
- Amphiprion melanopus
- Amphiprion nigripes
- Amphiprion ocellaris
- Amphiprion omanensis
- Amphiprion pacificus
- Amphiprion percula
- Amphiprion perideraion
- Amphiprion polymnus
- Amphiprion rubrocinctus
- Amphiprion sandaracinos
- Amphiprion sebae
- Amphiprion thiellei
- Amphiprion tricinctus

### GenerePremnas
- Premnas biaculeatus

## Nella cultura di massa
Nel 2003 un pesce pagliaccio, e precisamente un esemplare della specie Amphiprion ocellaris, è diventato il protagonista di un film in animazione digitale della Pixar, intitolato Alla ricerca di Nemo. Il film è stato il secondo film più visto al mondo nell'anno.